# Моррілл (Мен)
Моррілл (англ. Morrill) — місто (англ. town) в США, в окрузі Волдо штату Мен. Населення — 971 особа (2020).

## Демографія
Згідно з переписом 2010 року, у місті мешкали 884 особи в 337 домогосподарствах у складі 242 родин. Було 379 помешкань
Расовий склад населення:
| - 96,3 % — білих - 1,1 % — корінних американців - 0,2 % — чорних або афроамериканців - 0,1 % — азіатів |

До двох чи більше рас належало 1,5 %. Частка іспаномовних становила 1,8 % від усіх жителів.
За віковим діапазоном населення розподілялося таким чином: 25,3 % — особи молодші 18 років, 60,8 % — особи у віці 18—64 років, 13,9 % — особи у віці 65 років та старші. Медіана віку мешканця становила 40,9 року. На 100 осіб жіночої статі у місті припадало 96,9 чоловіків;  на 100 жінок у віці від 18 років та старших — 92,4 чоловіків також старших 18 років.
Середній дохід на одне домашнє господарство  становив 62 524 долари США (медіана — 53 594), а середній дохід на одну сім'ю — 68 494 долари (медіана — 56 544). Медіана доходів становила 36 723 долари для чоловіків та 36 324 долари для жінок. За межею бідності перебувало 11,5 % осіб, у тому числі 8,7 % дітей у віці до 18 років та 3,3 % осіб у віці 65 років та старших.
Цивільне працевлаштоване населення становило 537 осіб. Основні галузі зайнятості: освіта, охорона здоров'я та соціальна допомога — 25,3 %, роздрібна торгівля — 11,4 %, будівництво — 10,2 %.